# Richard Konkolski
Richard Konkolski (ur. 6 lipca 1943 w Nowym Boguminie) – czeski żeglarz, marynista, pierwszy obywatel czechosłowacki, który opłynął świat w samotnym rejsie, pierwszy żeglarz, który w samotnym rejsie trzykrotnie okrążył Ziemię i pierwszy Europejczyk, który uczynił to w obu kierunkach (szlakami na wschód i na zachód). Pobił 12 żeglarskich rekordów świata.

## Życiorys
Żeglarstwo uprawiał od szesnastego roku życia (jeziora i rzeki, w tym zbiornik w Żermanicach), a od 1963 trenował w Szczecinie i Trzebieży. Zamieszkał na przystani żeglarskiej klubu Pogoń, w drewnianym domku, który zbudował ze szwagrem, Vladimirem Mekysem (ze Szczecinem związany pozostał do 1981). Od 1964 prowadził rejsy po Bałtyku i startował w regatach. W 1970 zdobył patent kapitana jachtowego oraz opanował język polski. W 1971 wybudował własnoręcznie jacht "Nike", modyfikując projekt Zbigniewa Milewskiego. Odbył nim rejs przez Cieśniny Duńskie do Anglii. W 1972 wystartował na tej samej jednostce w transatlantyckich regatach samotnych żeglarzy OSTAR, gdzie zanotował wywrotkę i złamanie masztu. Po remoncie wyścig ukończył. Był pierwszym startującym w tych regatach obywatelem państwa nie mającego dostępu do morza. Zaraz po tych regatach rozpoczął pierwszy samotny rejs dookoła świata, który zakończył w 1975. Otrzymał za to polską nagrodę Rejs Roku 1975. W 1976 wystartował w kolejnych samotnych regatach transatlantyckich. Zajął wówczas 33. miejsce w klasie Jester. W 1979 wybudował w Szczecińskiej Stoczni Jachtowej jacht "Nike II", na którym wystartował w regatach OSTAR 80 (zajął czwarte miejsce w klasie Gipsy). W czasie stanu wojennego, wraz z żoną i synem wypłynął jachtem "Czarny Diament" do USA, gdzie poprosił o azyl. Osiedlił się w Newport. W latach 1982–1983 brał udział w BOC Challenge - regatach samotników dookoła świata. Zajął wtedy trzecie miejsce i pobił pięć rekordów świata. W 1986 i 1987 wziął ponownie udział w BOC Challenge (piąte miejsce). 
Trzy państwa czterokrotnie przyznały mu tytuł Żeglarza Roku: Polska w 1975, Czechosłowacja w latach 1975 i 1976, RFN w 1983.  W 1987 otrzymał wyróżnienie z rąk prezydenta Ronalda Regana.
Za samowolne opuszczenie kraju w 1982 r. oraz „znieważenie dobrego imienia kraju” władze CSRS skazały go zaocznie na 11 lat więzienia, konfiskatę majątku oraz pozbawienie obywatelstwa. Wyroki te zostały anulowane w 2014 roku. 
Po zakończeniu kariery wyczynowej przeniósł się do Czech i zamieszkał w Lutyni Dolnej koło Bogumina, pisał książki, założył wydawnictwo, produkował filmy dla telewizji oraz audycje radiowe o żeglarstwie. Andrzej Urbańczyk powiedział o nim: "Wielki żeglarz z tych największych. Czechosłowak, ale Polak z powołania, jako że w Pradze morza nie mają".